# Друга изложба УЛУС-а
Друга изложба УЛУС-а била је заказана за 20. октобар 1945. године. Међутим, због реновирања Уметничког павиљона „Цвијта Зузорић”, изложба је отворена 28. новембра и трајала све до 28. децембра 1945. године. Изложба је одржана управо у Уметничком павиљону „Цвијета Зузорић”, галеријском простору  Удружења ликовних уметника Србије. 

## Чланови оцењивачког одбора
Оцењивачки одбор Друге изложбе УЛУС-а чинили су:
- Боривоје Стевановић
- Сретен Стојановић
- Иван Радовић
- Љубица Сокић

Заменици су били Винко Грдан и Стеван Боднаров.

## Каталог
Насловну страну каталога израдила је српска сликарка Лепосава Ст. Павловић, док је аутор изложбеног плаката био Матија Зламалик.

## Излагачи
1. Анте Абрамовић
2. Стојан Аралица
3. Аделин Бокотић - Влајнић
4. Боса Беложански
5. Милан Бесарабић
6. Јован Бијелић
7. Дејан Богдановић
8. Олга Богдановић
9. Марко Брежанин
10. Босиљка Валић - Јованчић
11. Павле Васић
12. Ананије Врбицки
13. Дарослава Виоравић
14. Душан Влајић
15. Живојин Влајнић
16. Бета Вукановић
17. Милош Вушковић
18. Слободан Гавриловић
19. Недељко Гвозденовић
20. Драгомир Глишић
21. Никола Граовац
22. Винко Грдан
23. Бора Грујић
24. Александар Дероко
25. Никола М. Дивац
26. Франо Динчић Менегело
27. Дана Докић - Атанацковић
28. Лојзе Долинар
29. Радмила Ђорђевић
30. Олга Жежељ
31. Матија Зламалик
32. Јован Зоњић
33. Јозо Јанда
34. Гордана Јовановић
35. Јелена Јовановић
36. Првослав Караматијевић
37. Радивоје Кнежевић
38. Бранко Крајиновић
39. Лиза Крижанић
40. Бранко К. Крстић
41. Евнер Крупић
42. Јован Лекић - Монсино
43. Милица Лозанић - Петровић
44. Светолик Лукић
45. Ана В. Маринковић
46. Милан Маринковић
47. Вера Матић - Јоцић
48. Живорад Михаиловић
49. Раденко Мишевић
50. Љубиша Наумовић
51. Миливој Николајевић
52. Божидар Обрадовић
53. Ђорђе Ораовац
54. Лепосава Павловић
55. Пера Палавичини
56. Јефто Перић
57. Владета Петрић
58. Зора Петровић
59. Јелисавета Ч. Петровић
60. Миодраг Петровић
61. Васа Поморишац
62. Ђорђе М. Поповић
63. Зора Поповић
64. Милан Поповић
65. Мирко Почуна
66. Божидар Раднић
67. Иван Радовић
68. Ђуро Радоњић
69. Милан М. Радоњић
70. Злата Ранковић
71. Душан Ристић
72. Глигорије Самојлов
73. Мартин Соларик
74. Славка Средовић - Петровић
75. Бранко Станковић
76. Вељко Станојевић
77. Боривоје Стевановић
78. Едуард Степанчић
79. Ристо Стијовић
80. Сретен Стојановић
81. Живко Стојисављевић
82. Светислав Страла
83. Стојан Трумић
84. Милорад Ћирић
85. Вера Ћирић - Милосвљевић
86. Коста Хакман
87. Сабахадин Хоџић
88. Антон Хутер
89. Милица Чађевић
90. Јадвифа Четић
91. Милан Четић
92. Вера Чохаџић - Радовановић